# فرهاد ابراهیمی
فرهاد ابراهیمی معروف به فرد ابراهیمی، سرمایه‌گذار و فناور ایرانی-آمریکایی است. او پیشتر مدیرعامل شرکت کوارک اکسپرس بود. سرمایه او حدود ۱۲۰۰ میلیون دلار برآورد می شود.